# ペリカンロードII
『ペリカンロードII』は、五十嵐浩一による日本の漫画作品。副題は「[f]...the alternative」。

## 概要
『ペリカンロードII』は、『ヤングキング別冊キングダム』（少年画報社）にて2002年から2004年まで連載された。
前作『ペリカンロード』の敵役チーム「Feldherrnhalle」（FHH）の後日談。4代目リーダーの本間が事故死しFHHが解散してから数年後、本間の甥である高校生の藤枝冬馬はクラスメートのカズミの妊娠狂言騒動から、ヤクザにつながる上級生に目をつけられる。そのヤクザはかつてFHHから武闘派チームとして袂を分かった「ヴィルデ・ザウ」のリーダーだった柴田であった。やがてFHHの残党とヴィルデ・ザウの間に抗争が再び始まり、叔父の死の原因を探る冬馬は否応なく巻き込まれていく……。
前作からおおむね20年後の同一世界観を共有する世界が舞台である。
続編としての性質よりスピンオフとしての性質が色濃く、FHHを中心としたストーリーとなるため、前作の主要人物たちの現況はほとんど語られる事はなく、前作からは元FHHメンバーの中崎マキ、カルーチャからは田川しげる（ただし作中では名乗らない）が登場している。

## 登場人物

### 主人公とそれにまつわる人々
藤枝冬馬
本作の主人公。FHH4代目リーダーである本間雅美の甥。父が汚職で逮捕され荒れていたが、本間の手ほどきでミニバイクレースを始め明るさを取り戻し始めた矢先に、本間が事故死。彼はめったに笑わない少年になった。母親を悲しませたくない思いからバイクに乗ることも封印していたが、清純と共にFHHとヴィルデ・ザウの抗争に巻き込まれるうちにバイクへ再び乗るようになる。線が細く優等生タイプだが、根性は座っており、線が切れた時に叔父譲りのケンカのテクニックで意外な強さを見せる。
愛車：ホンダ・CBR900RR（本間の形見）
松原清純
冬馬の友人。中学時代からの同級生で、父の汚職から逃げるように転校してきた冬馬にカズミが興味を示したことから絡むが逆にのされてしまい、それがきっかけで友人になる。高校に進学してから校則違反のオートバイを乗り回すなど素行は良くない。
愛車：カワサキ・ゼファー400
森崎和美（カズミ）
冬馬のクラスメイトの女子。中学の同級生。清純からは「オカズ」と呼ばれている。冬馬のことは「フユーマ」と呼ぶ。冬馬に気がある素振りを見せる。
父
会社で汚職事件が起こり、その責任を一人で負って逮捕される。これにより冬馬達は母方の実家に身を寄せることになる。
母
夫が逮捕されたことで離婚、冬馬達を連れて実家に身を寄せている。本間の姉にあたる。逮捕と本間の死によって、明るかった彼女は何にでも脅えて暮らすようになる。
千春
冬馬の妹。中学生。母親に似て利発である。

### FHH（フェルト・ヘルン・ハレ）
前作にも登場したチーム。2代目リーダー坂上保千代の後を中崎、本間が継いだが、本間の死をきっかけに中崎が解散を宣言する。しかし冬馬と清純が巻き込まれたトラブルを自らの手で収拾するため、かつてのメンバー達が集結することになる。
本間雅美
FHHの4代目リーダー。ヴィルデ・ザウを結成し袂を分かった柴田カツユキと決着をつけるためバトルしている時に事故死する。物語は彼の死の真相を追う冬馬と彼の影を死後も追いかける柴田の2つの糸が絡み合い進行していく。
愛車：ホンダ・CBR1100XXスーパーブラックバード
岩片
清純が入り浸るバイクショップの店長。かつてのFHHメンバーのたまり場でもある。そして彼もFHHのかつてのメンバーであった。
松本
岩片の店の常連客。FHHメンバー。拉致されたカズミを助けるために冬馬と滝川のマンションに乗り込む。
愛車：カワサキ・Z1300
稲毛
FHHメンバー。表の顔はエリートサラリーマン。
愛車：ヤマハ・V-MAX
神尾
FHHメンバー。表の顔はジャーナリスト。
愛車：スズキ・GSX1300Rハヤブサ

#### 盛田
FHHメンバー。
愛車：スズキ・GSX1100Sカタナ

#### 印南
FHHメンバー。表の顔は大型トラックの運転手。
愛車：ヤマハ・XJR1200

#### 後藤
FHHメンバー。
有賀万里
冬馬達の通う高校の英語女性教師。彼女もFHHメンバーであり、本間の恋人でもあった。
愛車：BMW・R1100S
中崎マキ
FHHの3代目リーダー。本間の死後FHHの解散を宣言する。しかしヴィルデ・ザウとの抗争を知り、ドイツから帰国、彼らの前に姿を現す。
前作『ペリカンロード』にも登場する。前作からの登場人物として明示されるのは彼だけである。
愛車：ドゥカティ・スーパーバイク

### Wilde Sau（ヴィルデ・ザウ）
FHHの路線に満足できなくなった柴田が本間を挑発するために分離したチーム。本間の死をきっかけに妹のエリカをヘッドにし、柴田は黒幕としてチームを操るようになる。
柴田カツユキ（カツ）
ヴィルデ・ザウの初代リーダー。FHHと袂を分かち、武闘派チームとして活動する。しかしこれは本間への憧れゆえの柴田の行動であった。本間の死後は行方をくらまし闇黒街の住人となっていたが、滝川の「狂気」を見出し、ヴィルデ・ザウを彼に乗っ取らせ、FHHの残党と再び抗争させる。
愛車：カワサキ・GPZ900R、カワサキ・ニンジャZX-12R
柴田エリカ
柴田カツユキの妹。ヴィルデ・ザウの2代目リーダー。兄のような武闘路線は彼女の本意ではなく、かつてのFHHのような走りのチームを志向していた（清純は彼女に「f」の影を見る）。しかし清純と彼女の接近に嫉妬した滝川がチームを乗っ取ることを画策する。
愛車：ホンダ・NSR250R
滝川
裕福な家庭に育った進学校に通う高校生だが、狂気に満ちた性格で、ヴィルデ・ザウをリーダーであるエリカの意思を無視し武闘派チームにし、ついには乗っ取る。そしてカズミの拉致をきっかけにFHHとの抗争が始まり、死者まで出る大事件へと発展していく。
愛車：ヤマハ・FZ1
佐脇
ヴィルデ・ザウの中堅メンバー。FHHの抗争の時、その性格を利用され捨石にされる。本間の名を騙る冬馬をメンバーに受け入れる。
俐
柴田のボディーガード。ムエタイの使い手の女。
前多
冬馬の通う高校の上級生。ヤクザにつながり、薬物の販売などに手を出し、卒業後は準構成員のようになるが、柴田達に切り捨てられる。
佐久間
冬馬の同学年の不良。前田の後釜として薬物販売を行うが、ヴィルデ・ザウに潰される。柴田は彼らの代わりに滝川に薬物を売らせる。
蒼竜会
柴田のバックにいる横浜の暴力団組織。高校生や若者を柴田とその配下の不良を使って薬物で汚染している。

### それ以外の人物
白バイ隊員
氏名不詳（作中では一貫して名前を呼ばれない）。所轄の交通機動隊の白バイ隊員（巡査部長）。FHHとヴィルデ・ザウの抗争事件の取り締まりをしているうちに「f」のエンブレムのついた遺留物を発見し、FHHが未だに活動していることを知り捜査を行う。マキと古い知り合いであり、作中で明示はされていないが、その風貌から前作に登場した田川しげるであると推測される。

## 書誌情報
- 五十嵐浩一『ペリカンロードII f...the alternative』少年画報社〈ヤングキングコミックス〉全5巻
  1. 2002年7月1日発行（5月29日発売）、ISBN 4-7859-2192-7
  2. 2003年3月15日発行（2月10日発売）、ISBN 4-7859-2277-X
  3. 2003年11月1日発行（9月29日発売）、ISBN 4-7859-2348-2
  4. 2004年6月15日発行（5月10日発売）、ISBN 4-7859-2420-9
  5. 2004年10月15日発行（9月9日発売）、ISBN 4-7859-2462-4